# Institut for Militær Teknologi
Institut for Militær Teknologi er et af fire institutter på Forsvarsakademiet på Svanemøllens Kaserne i København. Instituttets kerneopgave er at undervise officerer og beslutningstagere i Forsvaret i at håndtere teknologiens påvirkninger af operationer, ledelse og strategi. Undervisningen baserer sig på forskning, som instituttet dels selv udfører, dels opnås gennem samarbejde med andre forskningsinstitutioner i og uden for Danmark, herunder NATO Science and Technology Organization.
Instituttet blev oprettet den 1. august 2018 ved at samle forskellige fagligheder på det teknologiske område fra de øvrige institutter på Forsvarsakademiet.

## Historie
Institut for Militær Teknologi blev oprettet som selvstændigt institut på Forsvarsakademiet den 1. august 2018 efter at have eksisteret som center for Militær Teknologi under Institut for Ledelse og Organisation fra 1. marts 2018. Centeret blev oprettet ved at samle medarbejdere på Forsvarsakademiet, der allerede havde et teknologisk perspektiv med henblik på at styrke viden og uddannelse for studerende på Forsvarsakademiet. 
Institut for Militær Teknologi gennemfører forskningsstøttet uddannelse på Forsvarsakademiets uddannelser op til og med master-niveauet. Endvidere gennemføres forskning inden for rammen af kunstig intelligens, Cyberspace operationer samt Folkeret.
Institut for Militær Teknologi har til huse på Svanemøllens Kaserne på Østerbro.

## Opgaver
Instituttet forsker bl.a. i fremtidens teknopolitiske udfordringer, herunder de strategiske, etiske, retlige, ledelsesmæssige og operative aspekter af en accelererende militærteknologisk udvikling. Herudover forsker og uddanner instituttet i cyber network operations (CNO) og støtter Forsvaret og NATO med doktrinudvikling indenfor CNO. Instituttets medarbejdere indgår i flere arbejdsgrupper under NATO Science and Technology Organization (NATO STO) med henblik på at udforske, kvalificere og evaluere fremtidens militærteknologiske muligheder og risici i samarbejde med Danmarks alliancepartnere. Endvidere har instituttet en rådgivnings- og formidlingsopgave inden for sit forskningsfelt, der bl.a. udmønter sig i rådgivning på det militærteknologiske område for Forsvarets myndigheder samt bidrag med viden til mediehenvendelser.

## Publikationer
Institut for Militær Teknologi publicerer en lang række videnskabelige bøger, artikler og indlæg samt deltager ofte i offentligheden med fagspecifik støtte til nyhedsmedier. De fleste artikler og medieoptrædener kan ses på Forsvarets Forskningsdatabase 
I september 2019 udgav instituttet en grundbog med titlen Robotterne styrer ved forlaget Samfundslitteratur, der starter et nyt forskningsfelt op omkring militær teknopolitik. 
I efteråret 2019 udgav instituttet en værnsfælles doktrin i cyberspaceoperationer. Doktrinen er Forsvarets første værnsfælles og offentliggjorte doktrin.
I foråret 2021 udgav instituttet en bog om droner samt en bog om militær anvendelse af kunstig intelligens.

## Fodnoter og eksterne henvisninger
- Forsvarsakademiets hjemmeside
- Forsvarsakademiets forskningsdatabase

55°43′04″N 12°34′17″Ø / 55.71778°N 12.57139°Ø